# حسن الحکیم
حسن الحکیم (به عربی: حسن الحکیم) (زاده ۱۸۸۶ در شهر دمشق سوریه – درگذشته ۳۰ مارس ۱۹۸۲ در شهر دمشق سوریه) وی از تاریخ ۱۲ سپتامبر ۱۹۴۱ تا ۱۹ آوریل ۱۹۴۲ تصدی نخست‌وزیری سوریه را برعهده داشت. همچنین وی در تاریخ ۹ اوت ۱۹۵۱ تا ۱۳ نوامبر ۱۹۵۱ نخست‌وزیر بود.